# Hiperespacio (álbum de La Unión)
Séptimo álbum de estudio del grupo español La Unión, lanzado comercialmente en 1996. 
El álbum se promocionó como "un viaje a las raíces del funk de los 70, el soul y el acid-Jazz, apostando por la música como evasión".
Hiperespacio supuso un nuevo cambio de sonido, después de su álbum de estudio anterior en el que habían apostado por el rock de los años 70. Para alguna crítica supuso un excesivo cambio sobre el cambio, si bien La Unión consideró que si hay alguna constante en el rock, es que no deben existir prejuicios, por eso siempre es válido correr riesgos. 
Finalmente no consiguieron recuperar el éxito comercial disfrutado hasta su álbum Tentación, confirmando el declive comercial del grupo iniciado en Psycofunkster au lait y consiguiendo el último número 1 de su trayectoria en la radiofórmula en España.

## El álbum
Se grabó entre junio de 1995 y febrero de 1996 en los estudios Swan Yard y Nomis en Londres, y en los estudios Sintonia, Infinity y GO Studios en Madrid.
Fue el primer álbum de La Unión que no se publicó en LP, sino solamente en CD y casete.
En la edición especial del CD se incluyó como bonus track un remix de la versión Black Is Black.
Alejandro Sanz participó en el álbum tocando la guitarra española en las canciones Negrita y Ande yo caliente.

### Negrita
El sencillo presentación fue Negrita, considerada como una canción alma negra. En esta canción Rafa Sánchez canta por primera vez en falsete.   El lanzamiento en formato sencillo incluyó, además de la canción del álbum, una versión instrumental, un remix Space Mix y un corte interactivo para ordenador PC. 
Negrita llegó al número 1 de Los 49 Principales el 4 de mayo de 1996, cinco semanas después de su lanzamiento. Esta canción sería el último número 1 de la radiofórmula en España en la trayectoria de La Unión.

## Lista de canciones
1. A tumba abierta (L. Bolín*, M. Martínez*, R. Sánchez*) - 4:10
2. Negrita (L. Bolín*, M. Martínez*, R. Sánchez*) - 4:14
3. Juan Valiente (L. Bolín*, M. Martínez*, R. Sánchez*) - 4:12
4. Black Is Black (M. Grainger*, Steve Wadey, Tony Hayers) - 4:40
5. 1996 (L. Bolín*, M. Martínez*, R. Sánchez*) - 3:21
6. El Fuego Y El Amor (L. Bolín*, M. Martínez*, R. Sánchez*) - 4:31
7. Ande Yo Caliente (L. Bolín*, M. Martínez*, R. Sánchez*) - 4:47
8. Vida En Marte (L. Bolín*, M. Martínez*, R. Sánchez*) - 4:20
9. Tu Y Yo (L. Bolín*, M. Martínez*, R. Sánchez*) - 4:24
10. Cuba (L. Bolín*, M. Martínez*, R. Sánchez*) - 4:50
11. Black Is Black (Remix) - Bonus Track (M. Grainger*, Steve Wadey, Tony Hayers) - 5:24

## Créditos
- Luis Bolín - Bajo y voz
- Mario Martinez - Guitarra
- Rafa Sánchez - Voz